# Plocoglottis neohibernica
Plocoglottis neohibernica är en orkidéart som beskrevs av Rudolf Schlechter. Plocoglottis neohibernica ingår i släktet Plocoglottis och familjen orkidéer. Inga underarter finns listade i Catalogue of Life.